# Sarah Sze
Pour les articles homonymes, voir Sze.
Sarah Sze, née en 1969 à Boston, est une artiste et sculptrice américaine, vivant à New York. Elle est connue particulièrement pour ses sculptures in situ éphémères, dans lesquelles des milliers de petits objets de la vie quotidienne et, plus tard de nombreuses images mobiles et des objets, sont assemblés dans des formes fragiles, légères, étirées dans l'espace et dans le temps.  

## Biographie
Sarah Sze a fait ses études à la Yale University dans le New Haven où elle fut diplômée en 1991 et à la School of Visual Arts à New York où elle fut diplômée en 1997. 

## Œuvre
En 1999, selon Jean Louis Schefer, ses installations artistiques sont étroitement liées au contexte architectural des lieux d'exposition, l'architecture et la ville étant au centre de son travail.
En 2020, selon la galerie Tanya Bonakdar : « Le travail de Sarah Sze tente de naviguer sur et de donner forme à la prolifération incessante d'informations et d'objets dans la vie contemporaine. Incorporant des éléments de peinture, d'architecture et d'installation dans sa sculpture, Sze étudie la valeur que nous accordons aux objets et explore la façon dont les objets attribuent un sens aux lieux et aux temps que nous habitons. »

Bruno Latour considère que Sarah Sze donne, aux visiteurs de l'exposition de 2020-21 à la Fondation Cartier, l'occasion de « ressentir la véritable image du monde, parfaitement ajustée au nouvel ordre spatial dans lequel ils doivent dorénavant s'habituer à vivre. »

Sarah Sze y décrit de cette façon les éléments qui composent l'une de ses sculptures, Twice Twilight : « Dans son ensemble cette sculpture sphérique [...] est composée de photographies, d'objets, de lumière, de son, de projecteurs vidéo et de morceaux de papiers déchirés, maintenus ensemble par une suspension organisée par un échafaudage délicat [...]. La plupart des évènements se produisent sur cette fine coquille qui supporte les images sur sa surface fragmentée. »
La sculpture Tracing Fallen Sky à la Fondation Cartier en 2020-21, une sculpture en miroir à la forme concave et fragmentée, offre une multitude d'images en mouvement qui ont pour sujet des animaux, des plantes, des matières dans le déroulement du temps, mais aussi « des éléments de la vie quotidienne en cours de transformation ». Ce dispositif est en dialogue avec son espace d'exposition qui se joue de l'orientation et de la désorientation du visiteur par des jeux de reflets en fonction des déplacements des visiteurs. En tant que dispositif lumineux il est pensé pour le visiteur à différentes échelles, par des images virevoltantes et en fonction des variations lumineuses du jour à la nuit à l'intérieur du bâtiment transparent. La sculpture offre au visiteur l'expérience et l'image du virtuel et du matériel, qui tous deux se rencontrent actuellement et massivement quoique de manière très discontinue, dans la vie de tous les jours, dans le monde. Orientent et désorientent notre perception et notre représentation du monde dans le temps. La sculpture pourrait être « l'occasion de voir cette chose d'une manière totalement nouvelle ».

## Prix et Distinctions
- 2017 – Honoree, National Academy Museum and School, New York
- 2016 – Louise Blouin Foundation Award
- 2014 – Amherst Honorary Degree, Doctor of the Arts, Honoris Causa
- 2014 – School of the Museum of Fine Arts, Boston, Medal Award
- 2013 – US Representative for the Venice Biennale
- 2013 – Inducted into the National Academy
- 2012 – American Federation of the Arts Cultural Leadership Award
- 2012 – Laurie M. Tisch Award for civic responsibility and action and significant leadership in education, arts, culture, civic affairs and/or health
- 2012 – AICA Award for Best Project in a Public Space, Sarah Sze, Still Life with Landscape (Model for a Habitat), The High Line, New York, NY
- 2005 – Radcliffe Institute Fellow
- 2003 – MacArthur Fellow
- 2003 – Lotos Club Foundation Prize in the Arts
- 2002 – Atelier Calder, Saché, France (elle réside de juin à décembre 2003[9],[10])
- 1999 – Louis Comfort Tiffany 1999 Award
- 1997 – The Marie Walsh Sharpe Foundation
- 1997 — Rema Hort Mann Foundation
- 1997 – Paula Rhodes Memorial Award
- 1996 – School of Visual Arts Graduate Fellowship
- 1992 – Yale Japan America Travel Grant
- 1991 – Yale Japan Travel Grant
- 1991 – Sudler Fund Grant
- 1990 – Ellen Battell Stockell Fellowship, Yale School of Art, Norfolk